# Genética en el Libro de Mormón

Mapa que muestra el modelo generalmente aceptado de propagación humana en todo el mundo. Los números indican años antes del presente. Los científicos modernos sostienen que los pueblos indígenas de las Américas descienden de los paleoindios, que emigraron del norte de Asia a Alaska a través del puente terrestre de Beringia, y no del Medio Oriente como afirma el Libro de Mormón

El Libro de Mormón, la escritura sagrada del Movimiento de los Santos de los Últimos Días o mormonismo, incluyendo a su principal denominación, la Iglesia de Jesucristo de los Santos de los Últimos Días (también conocida como iglesia mormona o iglesia SUD), es un registro de tres grupos de personas. Según el libro, dos de estos grupos se originaron en el antiguo Israel. En general, no existe un apoyo directo entre los historiadores y arqueólogos de la corriente principal para la historicidad del Libro de Mormón.
Desde finales del decenio de 1990, el trabajo pionero de Luigi Luca Cavalli-Sforza y otros, los científicos han desarrollado técnicas que intentan utilizar marcadores genéticos para indicar el origen étnico y la historia de las personas individuales. Los datos desarrollados por estos científicos convencionales nos dicen que los nativos americanos tienen marcadores de ADN muy distintivos, y que algunos de ellos son más similares, entre las poblaciones del Viejo Mundo, al ADN de las personas antiguamente asociadas con el área de las montañas de Altay en Asia central. Estas evidencias desde una perspectiva genética concuerdan con una gran cantidad de conclusiones arqueológicas, antropológicas y lingüísticas de que los antepasados de los pueblos nativos americanos emigraron de Asia a más tardar entre 16 500 y 13 000 años atrás.
El consenso científico general sobre el origen de los antiguos estadounidenses y pueblos está en desacuerdo con las afirmaciones presentadas en el Libro de Mormón, aunque los apologistas mormones se han esforzado por reconciliar estas contradicciones. La Iglesia de Jesucristo de los Santos de los Últimos Días publicó un ensayo en su sitio web titulado Estudios del Libro de Mormón y el ADN. La conclusión dice: «Aunque a los críticos y defensores del Libro de Mormón les gustaría usar estudios de ADN para respaldar sus puntos de vista, la evidencia simplemente no es concluyente.»

## Resumen de los desafíos genéticos de la historia del Libro de Mormón

### El reto genético
La comprensión de Joseph Smith y del mormonismo tradicional es que el Libro de Mormón revela que los indios americanos son descendientes de los lamanitas, que descendieron de Lehi y, por lo tanto, son un «remanente de la Casa de Israel».

### Los investigadores comparan evidencia genética existente con el Libro de la historia
Investigadores mormones como el antropólogo Thomas W. Murphy y el exgenetista de plantas mormones Simon Southerton afirman que la importante colección de marcadores genéticos nativos americanos ahora disponibles no son consistentes con ninguna presencia detectable de antepasados del antiguo Medio Oriente. Han argumentado que esto presenta evidencia sustancial para contradecir el relato en el Libro de Mormón. Tanto Murphy como Southerton han publicado sus puntos de vista sobre este tema. Los argumentos de Murphy y Southerton fueron disputados por David G. Stewart en una edición de 2006 de FARMS Review. Los argumentos que afirman que el ADN del Cercano Oriente no se encuentra en las Américas también es refutado por Haplogroup X (ADNmt).

### Seguimiento de afirmaciones genéticas en los medios
El trabajo de Southerton se utilizó más tarde como fuente para un artículo de 2006 escrito por William Lobdell y publicado en Los Angeles Times, que decía: «Para los mormones, la falta de sangre hebrea discernible en los nativos americanos no es una colisión menor entre la fe y la ciencia. profundiza en los fundamentos históricos del Libro de Mormón, una transcripción de ciento setenta y cinco años que la iglesia considera literal y sin error.»
El artículo de Lobdell provocó una respuesta de los partidarios del Movimiento de los Santos de los Últimos Días, incluidos varios artículos a los que se hace referencia en el sitio web oficial de la iglesia SUD.

## El origen de los grupos descritos en el Libro de Mormón

### Declaraciones con respecto a la ascendencia hebrea del libro de los mormones
Los líderes de la Iglesia de Jesucristo de los Santos de los Últimos Días han identificado durante mucho tiempo a los amerindios con los lamanitas. En Doctrina y convenios, las revelaciones entregadas por Joseph Smith se refieren a los nativos de los Estados Unidos como «lamanitas». Smith informó que cuando se le revelaron las planchas de oro en Nueva York, un ángel le dijo que las planchas contenían «una cuenta de los antiguos habitantes de este continente, y la fuente de donde surgieron.» Brigham Young y otros líderes de la iglesia del siglo XIX generalmente identificaban a los lamanitas con los indios nativos de América.
En la conferencia general de la iglesia de octubre de 1959, el apóstol Spencer W. Kimball declaró: «Millones de ustedes tienen sangre relativamente sin mezclar con gentiles. Colón los llamó "indios", pensando que había llegado a las Indias Orientales... El Señor los llama "lamanitas", un nombre que tiene un halo agradable, para muchos se llamaba así a las personas más grandiosas que jamás hayan vivido sobre la tierra. En un sentido limitado, el nombre significa los descendientes de Laman y Lemuel, hijos de tu primer padre estadounidense, Lehi; pero indudablemente también posees la sangre de los otros hijos, Sam, Nefi y Jacob. Y es probable que tengas un poco de sangre judía de Mulek, hijo de Sedequías, rey de Judá (Helamán 6:10)... Viniste de Jerusalén en sus días de tribulación. Eres de sangre real, un pueblo amado del Señor. En tus venas corre la sangre de los profetas y estadistas.» Del mismo modo, en una conferencia de la juventud lamanita de 1971, Kimball declaró: «Con orgullo les digo a los que vienen a mi oficina que un lamanita es descendiente de un Lehi que salió de Jerusalén seiscientos años antes de Cristo y con su familia cruzó la poderosa profundidad y aterrizó en América. Y Lehi y su familia se convirtieron en los antepasados de todas las tribus indias y mestizas en América del Norte y del Sur y Central y en las islas del mar.» Ted E. Brewerton, una autoridad general de la iglesia SUD, declaró en 1995: «Muchos grupos migratorios llegaron a América, pero ninguno fue tan importante como los tres mencionados en el Libro de Mormón. La sangre de estas personas fluye en las venas de los indios blackfoot y blood blood de Alberta, Canadá; en los navajos y los apaches del suroeste de los Estados Unidos; los incas del oeste de América del Sur; los aztecas de México; los mayas de Guatemala; y en otros grupos de nativos americanos en el hemisferio occidental y las islas del Pacífico.»
Un párrafo introductorio agregado al Libro de Mormón en la edición de 1981 de la iglesia SUD declaró en parte: «Después de miles de años, todos fueron destruidos, excepto los lamanitas, y son los principales antepasados de los indios americanos.» En una edición de 2006, la declaración fue alterada para indicar que «los lamanitas... están entre los antepasados de los indios americanos.» Este cambio, según los líderes de la iglesia SUD, estaba en armonía con las afirmaciones del Libro de Mormón y con lo que algunos Santos de los Últimos Días habían percibido durante mucho tiempo. Por ejemplo, en 1929 Anthony W. Ivins, de la Primera Presidencia de la iglesia SUD, advirtió a los miembros de la iglesia: «Debemos tener cuidado con las conclusiones a las que llegamos. El Libro de Mormón enseña la historia de tres pueblos distintos... que vinieron del viejo mundo a este continente. No nos dice que no hubo uno aquí antes que ellos. No nos dice que las personas no vinieron después. Y así, si se hacen descubrimientos que sugieren diferencias en los orígenes de la raza, puede explicarse muy fácilmente, y razonablemente, porque creemos que otras personas llegaron a este continente. Han transcurrido mil años desde el cierre del Libro de Mormón hasta el descubrimiento de América, y sabemos que otras personas vinieron a América durante ese período.»

### El origen de los jareditas
Según el Libro de Mormón, los jareditas eran un grupo de personas que abandonaron el Viejo Mundo después de la caída de la Torre de Babel. Algunos investigadores mormones creen que los sobrevivientes jareditas de la guerra que destruyó su civilización, como se describe en el Libro de Éter, podrían ser antepasados de algunos nativos americanos. Algunos escritores teorizaron que los indios americanos recibieron su herencia genética asiática de los jareditas.

### Nefitas y lamanitas en el Libro de Mormón
Según el Libro de Mormón, los términos «nefitas» y «lamanitas» en realidad pierden su significado original debido a la visita de Jesucristo al continente americano después de su resurrección; su venida marcó el comienzo de un período de paz en el que las dos naciones en conflicto se fusionaron en una sola, en la cual «[aquí] no había ladrones, ni asesinos, ni lamanitas, ni ningún tipo de élite; pero estaban en uno, los hijos de Cristo y herederos del reino de Dios.» Más adelante en la narración, cuando los miembros de la nación unificada se apartaron de la fe, el término «lamanita» viene a significar maldad en lugar de herencia de sangre, mientras que «nefita» vino a significar un seguidor de Cristo; ambos términos aludieron a las tendencias morales predominantes de las naciones anteriores. Eventualmente, sin embargo, incluso los justos «nefitas» se enorgullecieron y cayeron en una maldad más severa que la de aquellos llamados lamanitas. Los nefitas lucharon con los lamanitas hasta alrededor del año 400 d. C., cerca del cierre del Libro de Mormón, los nefitas fueron aniquilados por los lamanitas. Se entiende que la nación de los lamanitas continuó más allá del término del Libro de Mormón.

## Respuesta al desafío genético de los defensores del Libro de Mormón

### Modelos de poblamiento
Los defensores del Libro de Mormón han formulado argumentos que se centran en la idea de que los pueblos del Libro de Mormón de Medio Oriente formaron solo una pequeña contribución a la población de América, y que su herencia genética puede haberse diluido más allá de lo que ahora puede ser detectado: el Modelo de limitación geográfica del Libro de Mormón apoya esta posición. Este modelo geográfico y de poblamiento se publicó formalmente en una revista oficial de la iglesia SUD, The Ensign, en una serie de dos partes publicada en septiembre y octubre de 1984.
Los críticos del Modelo de limitación geográfica dicen que el Libro de Mormón no hace referencia clara a ningún otro grupo de personas que pueda haber existido en América junto con las personas del Libro de Mormón que explicarían la dilución de los marcadores genéticos del Medio Oriente en el Nuevo Mundo. Por lo tanto, se argumenta, una «lectura tradicional» del Libro de Mormón sugiere que «la mayoría, si no todos» de la ascendencia de los habitantes precolombinos de las Américas provino de esta migración hebrea en tiempos antiguos (Southerton, 2004, p. 156).
De acuerdo con los defensores del Modelo de limitación geográfica, la evidencia más directa de los habitantes anteriores fue cuando el grupo de Lehi encontró animales domesticados cuando llegaron a las Américas.
Los defensores del entorno del constructor de montículos para el Libro de Mormón sostienen que los pueblos nativos de América Central y del Sur son predominantemente de origen asiático.

### Factores que afectan a la composición del ADN de la población del Nuevo Mundo
Michael F. Whiting, director del Centro de Secuenciación de ADN de la Universidad Brigham Young y un profesor asociado del Departamento de Biología Integrativa de la BYU, concluyó en su artículo «El ADN y el Libro de Mormón: una perspectiva filogenética» que los críticos del Libro de Mormón que intentan usar ADN «no nos han dado nada que pueda pasar la reunión de revisión por parte de los científicos en este campo, porque han ignorado la complejidad real de los problemas involucrados. Además, han pasado por alto todo el concepto de prueba de hipótesis en la ciencia y creen que solo porque etiquetan sus resultados como "basados en el ADN" han demostrado de alguna manera que los resultados son precisos o que han diseñado el experimento correctamente. En el mejor de los casos, han demostrado que la hipótesis de colonización global es una interpretación demasiado simplificada del Libro de Mormón. En el peor de los casos, se han tergiversado a sí mismos y a la evidencia en la búsqueda de otras agendas.» Además, aunque admite la utilidad de la genética de poblaciones y del ADN para inferir eventos históricos, contesta que «dada la complejidad de la deriva genética, el efecto fundador y la introgresión, la observación de que los nativos americanos tienen una preponderancia de genes asiáticos no demuestra de manera concluyente que, por lo tanto, no sean descendientes del linaje lamanita, porque no sabemos qué firma genética poseía ese linaje lamanita al concluir el registro del Libro de Mormón.» Finalmente, concluye: «[Hay] una gran posibilidad de que haya una introducción sustancial de genes de otras poblaciones humanas en el patrimonio genético de los nefitas y lamanitas, tal que un marcador genético único para identificar a alguien inequívocamente como un lamanita, si alguna vez existió, se perdió rápidamente» y que «aquí hay algunas razones científicas muy buenas de por qué el Libro de Mormón no se corrobora ni se refuta fácilmente por evidencia de ADN, y los intentos actuales de hacerlo se basan en ciencia dudosa.» (Whiting, 2003, pp. 24–35)
Murphy respondió a los comentarios de Whiting de la siguiente manera: «Mientras Whiting, en su presentación para FARMS en BYU, exclamó deleitado ante la perspectiva de la biología evolutiva en defensa del Libro de Mormón, no ofreció datos científicos para corroborar un origen israelita de pueblos indígenas en cualquier parte de las Américas. De hecho, admitió, "la evidencia genética actual sugiere que los nativos americanos tienen una historia genética representativa de Asia y no del Medio Oriente".» Murphy afirma además: «Una de las críticas más sorprendentes que surgió fue la falsa acusación de que estoy evadiendo la revisión por pares o de que la investigación que revisé no resistiría la revisión por pares ... [El] artículo "Génesis, Genealogía y Genética Lamanita" fue un resumen de la investigación genética en nativos americanos orígenes,casi todos los cuales habían sido sometidos a una revisión por pares antes de su publicación en revistas científicas líderes como American Journal of Human Genetics, Proceedings of the National Academy of Sciences y American Journal of Physical Anthropology ... Las afirmaciones de Whiting y Lambert son poco más que una proyección inexacta de las insuficiencias de la apologética SUD en mis publicaciones.» (Murphy,, p. 113)

### Respuesta a la Eurasia occidental orígenes
En noviembre de 2013, Nature publicó un descubrimiento en un sitio siberiano del Paleolítico superior que vincula a los euroasiáticos occidentales en el Medio Oriente y Europa con la población indígena nativa americana. Según el estudio, los genomas secuenciados muestran marcadores genéticos distintos que son exclusivos de los nativos americanos nativos y de Eurasia occidental, pero sin relación con los asiáticos orientales. El estudio indica que del 14% al 38% de la ascendencia de los nativos americanos puede originarse a través de este flujo de genes. Uno de los autores, el profesor Kelly Graf, explicó la importancia de esto, afirmando que:

Nuestros hallazgos son significativos en dos niveles. Primero, muestra que los siberianos del Paleolítico Superior provenían de una población cosmopolita de humanos modernos primitivos que se extendieron desde África a Europa y Asia Central y del Sur. En segundo lugar, los esqueletos paleoindios como Buhl Woman con rasgos fenotípicos atípicos de los indígenas estadounidenses modernos se pueden explicar por tener una conexión histórica directa con la Siberia del Paleolítico Superior.

Los defensores del Libro de Mormón han respondido al artículo con reservas. Si bien los descendientes de Lehi llevarían marcadores genéticos similares, los defensores han señalado que el genoma ya habría estado en el hemisferio occidental mucho antes de lo que afirma el Libro de Mormón.